# Моральний скептицизм
Мора́льний скептиц́изм — це клас метаетичних теорій, всі представники яких припускають, що ніхто не володіє моральним знанням. Багато прихильників морального скептицизму також стверджують, що моральне знання неможливе, виходячи з моральної логіки. Моральний скептицизм особливо протистоїть моральному реалізму, який стверджує, що існують об'єктивні моральні істини, які можна пізнати. Серед захисників деяких форм морального скептицизму — Девід Юм, Фрідріх Ніцше, Макс Штірнер, Річард Джойс.

## Форми морального скептицизму
Моральний скептицизм можна розділити на три підкласи: теорія моральних помилок (або моральний нігілізм), епістемологічний моральний скептицизм і нонкогнітивізм. Ці три теорії приходять до однакових висновків, а саме:
(а) ми ніколи не маємо підстав вважати, що моральні твердження (твердження на кшталт «стан речей X є добрим», «дія Y є морально обов'язковою» і т. д.) є істинними, і навіть щобільше,
(б) ми ніколи не знаємо, що будь-яке моральне твердження є істинним.
Однак кожен підхід приходить до пунктів (а) і (б) різними шляхами.
Теорія моральних помилок стверджує, що ми не знаємо, що будь-яке моральне твердження є істинним, тому що: 
(i) всі моральні твердження є хибними,
(ii) у нас є причини вважати, що всі моральні твердження хибні, і
(iii) оскільки ми не маємо підстав вірити будь-якому твердженню, яке маємо підстави заперечувати, ми не маємо підстав вірити жодному моральному твердженню.
Епістемологічний моральний скептицизм — це підклас теорії, який містить пірронівський моральний скептицизм і догматичний моральний скептицизм. Всі представники епістемологічного морального скептицизму мають дві спільні риси: по-перше, вони визнають, що ми не маємо підстав вірити будь-яким моральним твердженням, а по-друге, вони агностично ставляться до того, чи (i) є істинним (тобто, чи всі моральні твердження є хибними).
- Пірронівський моральний скептицизм стверджує, що ми маємо право вірити будь-якому моральному твердженню, оскільки для нас ірраціонально вірити, що будь-яке моральне твердження є істинним або що всі моральні твердження є хибними. Таким чином, на додаток до агностицизму щодо істинності (i), пірронівський моральний скептицизм заперечує (ii).
- З іншого боку, догматичний моральний скептицизм «стверджує» (ii) і посилається на істинність (ii) як на причину, що дає нам право вірити будь-якому моральному твердженню.

Нарешті, некогнітивізм стверджує, що ми ніколи не можемо знати, що будь-яке моральне твердження є істинним, оскільки моральні твердження «не здатні» бути істинними чи хибними (вони не є істинно-адекватними). Натомість моральні твердження є імперативами (наприклад, «Не кради немовлят!»), виражають емоції (наприклад, «Красти немовлят — це ганебно!») або висловлюють «сприятливе ставлення» («Я не вважаю, що немовлят треба красти»).

## Критика
Критики морального скептицизму в основному походять від прихильників морального реалізму. Моральний реалізм стверджує, що насправді є вагомі підстави вважати, що існують об'єктивні моральні істини й що ми маємо право дотримуватися багатьох моральних переконань. Реалістична відповідь на теорію моральних помилок стверджує, що вона «доводить занадто багато». Якщо моральні твердження є хибними, оскільки передбачають, що у нас є причини робити певні речі, незалежно від наших уподобань, то такими ж є і «гіпотетичні імперативи» (наприклад, «якщо ви хочете підстригтися, вам слід піти до перукаря»). Це тому, що всі гіпотетичні імперативи роблять висновок, що «у нас є причини робити те, що дозволить нам досягти наших цілей», а отже, як і моральні твердження, вони передбачають, що ми маємо право робити щось «незалежно від наших уподобань».
Якщо моральні твердження є хибними, бо мають такий підтекст, то гіпотетичні імперативи також є хибними. Але гіпотетичні імперативи є істинними. Таким чином, аргумент про неінстанційність (те, що Маккі називає «об'єктивною прескриптивністю») для теорії моральної помилки не спрацьовує. Расс Шафер-Ландау та Деніел Калкат описали антискептичні стратегії. Калкат стверджує, що моральний скептицизм слід вивчати на вступних заняттях з етики, щоб подолати аргумент, що «якщо всі погляди на мораль, включаючи скептичні, натрапляють на труднощі, то прийняття скептичної позиції не є способом уникнути труднощів».